# Jean Marie Wampers
Jean-Marie Wampers es un antiguo ciclista belga, nacido el 7 de abril de 1959 en Uccle.

## Palmarés
| 1980 - 1 etapa del Tríptico de las Ardenas 1982 - Gran Premio Ciudad de Camaiore 1984 - Druivenkoers Overijse 1985 - Premio Nacional de Clausura 1986 - Gran Premio de Fráncfort - 1 etapa de los Cuatro Días de Dunkerque | 1989 - París-Roubaix - Scheldeprijs Vlaanderen - Gran Premio de Fráncfort 1992 - Binche-Chimay-Binche |

## Resultados en las grandes vueltas
| Carrera         | 1981 | 1982 | 1983 | 1984 | 1985  | 1986 | 1987  | 1988 | 1989 | 1990 | 1991 | 1992 |
| --------------- | ---- | ---- | ---- | ---- | ----- | ---- | ----- | ---- | ---- | ---- | ---- | ---- |
| Giro de Italia  | 94.º | -    | -    | -    | -     | -    | -     | -    | -    | -    | -    | -    |
| Tour de Francia | -    | -    | Ab.  | -    | 117.º | -    | 133.º | -    | -    | -    | -    | -    |
| Vuelta a España | -    | -    | -    | -    | -     | -    | -     | -    | -    | -    | -    | -    |
| Mundial en Ruta | -    | -    | -    | -    | -     | -    | -     | -    | Ab.  | -    | -    | -    |

-: no participa

Ab.: abandono